# Demografia da Coreia do Sul
A população da Coreia é uma das mais homogéneas, étnica e linguisticamente, do mundo. A única minoria é uma pequena comunidade chinesa, se bem que as pessoas cujos pais são casais mestiços (por exemplo, filhos de soldados americanos ou de homens de negócios europeus) sejam encaradas como uma minoria e frequentemente discriminadas (por exemplo, pelas crianças na escola). Coreanos viveram na Manchúria durante muitos séculos e são hoje uma minoria na China, e José Estaline enviou milhares de coreanos de Vladivostok e Khabarovsk, contra a sua vontade, para a Ásia Central (na antiga União Soviética), enquanto que a maioria da população coreana do Japão foi levada para o país como trabalhadores forçados durante o período colonial (entre 1910 e 1945).
A instabilidade política, social e económica na Coreia do Sul levou muitos sul-coreanos a emigrar para outros países, em particular os Estados Unidos e o Canadá. A Califórnia tem um número muito alto de coreanos e coreano-americanos: bem mais de um milhão de pessoas.
Cidades mais populosas